# Coppa Libertadores 2000
L'edizione 2000 della Coppa Libertadores vide la vittoria del Boca Juniors.

## Turno preliminare Messico, Venezuela
In questo turno le squadre messicane affrontarono quelle venezuelane.
29.09  América Mexico - Atlas Guadalajara 2:0

29.09 Táchira San Cristóbal - ItalChacao Caracas 0:2

05.10 Táchira San Cristóbal -  América Mexico 1:0

07.10 ItalChacao Caracas -  América Mexico 1:1

19.10 Táchira San Cristóbal - Atlas Guadalajara 2:2

21.10 ItalChacao Caracas - Atlas Guadalajara 3:3

27.10 Atlas Guadalajara -  América Mexico 6:3

27.10 ItalChacao Caracas - Táchira San Cristóbal 0:0

09.11  América Mexico - Táchira San Cristóbal 6:0

11.11 Atlas Guadalajara - Táchira San Cristóbal 3:0

16.11  América Mexico - ItalChacao Caracas 1:1

18.11 Atlas Guadalajara - ItalChacao Caracas 2:2
| Club                  | G | V | N | P | Pti | GF | GS |
| --------------------- | - | - | - | - | --- | -- | -- |
| Atlas Guadalajara     | 6 | 2 | 3 | 1 | 9   | 16 | 12 |
| América Mexico        | 6 | 2 | 2 | 2 | 8   | 13 | 9  |
| ItalChacao Caracas    | 6 | 1 | 5 | 0 | 8   | 9  | 7  |
| Táchira San Cristóbal | 6 | 1 | 2 | 3 | 5   | 3  | 13 |

## Fase a gironi

### Gruppo 1
16.02 Alianza Lima - Atlético Paranaense Curitiba 0:3

23.02  Emelec Guayaquil - Nacional Montevideo 0:2

29.02 Alianza Lima -  Emelec Guayaquil 2:1

08.03 Nacional Montevideo - Alianza Lima 2:0

09.03 Atlético Paranaense Curitiba -  Emelec Guayaquil 1:0

15.03 Nacional Montevideo - Atlético Paranaense Kurytyba 1:3

22.03 Nacional Montevideo -  Emelec Guayaquil 1:0

22.03 Atlético Paranaense Curitiba - Alianza Lima 2:1

04.04  Emelec Guayaquil - Atlético Paranaense Kurytyba 0:0

05.04 Alianza Lima - Nacional Montevideo 2:2

12.04 Atlético Paranaense Curitiba - Nacional Montevideo 2:0

12.04  Emelec Guayaquil - Alianza Lima 2:2
| Club                         | G | V | N | P | Pti | GF | GS |
| ---------------------------- | - | - | - | - | --- | -- | -- |
| Atlético Paranaense Curitiba | 6 | 5 | 1 | 0 | 16  | 11 | 2  |
| Nacional Montevideo          | 6 | 3 | 1 | 2 | 10  | 8  | 7  |
| Alianza Lima                 | 6 | 1 | 2 | 3 | 5   | 7  | 12 |
| Emelec Guayaquil             | 6 | 0 | 2 | 4 | 2   | 3  | 8  |

### Gruppo 2
22.02 Universidad Católica Santiago - Peñarol Montevideo 1:1

23.02 Blooming Santa Cruz de la Sierra - Boca Juniors Buenos Aires 1:0

02.03 Boca Juniors Buenos Aires - Universidad Católica Santiago 2:1

02.03 Peñarol Montevideo - Blooming Santa Cruz de la Sierra 2:1

09.03 Blooming Santa Cruz de la Sierra - Universidad Católica Santiago 3:1

16.03 Peñarol Montevideo - Boca Juniors Buenos Aires 0:0

22.03 Boca Juniors Buenos Aires - Blooming Santa Cruz de la Sierra 6:1

05.04 Peñarol Montevideo - Universidad Católica Santiago 5:1

12.04 Universidad Católica Santiago - Boca Juniors Buenos Aires 1:3

13.04 Blooming Santa Cruz de la Sierra - Peñarol Montevideo 3:3

19.04 Boca Juniors Buenos Aires - Peñarol Montevideo 3:1

19.04 Universidad Católica Santiago - Blooming Santa Cruz de la Sierra 5:0
| Club                             | G | V | N | P | Pti | GF | GS |
| -------------------------------- | - | - | - | - | --- | -- | -- |
| Boca Juniors Buenos Aires        | 6 | 4 | 1 | 1 | 13  | 14 | 5  |
| Peñarol Montevideo               | 6 | 2 | 3 | 1 | 9   | 12 | 9  |
| Blooming Santa Cruz de la Sierra | 6 | 2 | 1 | 3 | 7   | 9  | 17 |
| Universidad Católica Santiago    | 6 | 1 | 1 | 4 | 4   | 10 | 14 |

### Gruppo 3
17.02  América Mexico - Corinthians San Paolo 2:0

22.02 LDU Quito - Olimpia Asunción 0:1

01.03 Olimpia Asunción -  América Meksyk 3:1

03.03 Corinthians San Paolo - LDU Quito 6:0

14.03  América Mexico - LDU Quito 1:0

14.03 Olimpia Asunción - Corinthians San Paolo 2:2

05.04 Corinthians San Paolo -  América Mexico 2:1

05.04 Olimpia Asunción - LDU Quito 1:1

11.04 LDU Quito - Corinthians San Paolo 0:2

12.04  América Mexico - Olimpia Asunción 8:2

19.04 Corinthians San Paolo - Olimpia Asunción 5:4

19.04 LDU Quito -  América Mexico 2:2
| Club                  | G | V | N | P | Pti | GF | GS |
| --------------------- | - | - | - | - | --- | -- | -- |
| Corinthians San Paolo | 6 | 4 | 1 | 1 | 13  | 17 | 9  |
| América Mexico        | 6 | 3 | 1 | 2 | 10  | 15 | 9  |
| Olimpia Asunción      | 6 | 2 | 2 | 2 | 8   | 13 | 17 |
| LDU Quito             | 6 | 0 | 2 | 4 | 2   | 3  | 13 |

### Gruppo 4
23.02 Atlas Guadalajara - River Plate Buenos Aires 1:1

23.02 Universidad de Chile Santiago del Cile - Atlético Nacional Medellín 4:0

29.02 Atlético Nacional Medellín - Atlas Guadalajara 2:3

01.03 River Plate Buenos Aires - Universidad de Chile Santiago 3:1

08.03 Atlético Nacional Medellín - River Plate Buenos Aires 1:1

08.03 Atlas Guadalajara - Universidad de Chile Santiago 0:0

15.03 River Plate Buenos Aires - Atlas Guadalajara 3:2

16.03 Atlético Nacional Medellín - Universidad de Chile Santiago 4:1

22.03 Atlas Guadalajara - Atlético Nacional Medellín 5:1

06.04 Universidad de Chile Santiago del Cile - River Plate Buenos Aires 1:1

20.04 River Plate Buenos Aires - Atlético Nacional Medellín 2:3

20.04 Universidad de Chile Santiago del Cile - Atlas Guadalajara 3:2
| Club                          | G | V | N | P | Pti | GF | GS |
| ----------------------------- | - | - | - | - | --- | -- | -- |
| River Plate Buenos Aires      | 6 | 2 | 3 | 1 | 9   | 11 | 9  |
| Atlas Guadalajara             | 6 | 2 | 2 | 2 | 8   | 13 | 10 |
| Universidad de Chile Santiago | 6 | 2 | 2 | 2 | 8   | 10 | 10 |
| Atlético Nacional Medellín    | 6 | 2 | 1 | 3 | 7   | 11 | 16 |

### Gruppo 5
17.02 Cerro Porteño Asunción - Atlético Junior Barranquilla 1:0

22.02 San Lorenzo de Almagro Buenos Aires - Universitario Lima 3:0

02.03 Atlético Junior Barranquilla - San Lorenzo de Almagro Buenos Aires 3:1

02.03 Universitario Lima - Cerro Porteño Asunción 1:0

07.03 San Lorenzo de Almagro Buenos Aires - Cerro Porteño Asunción 2:2

09.03 Atlético Junior Barranquilla - Universitario Lima 1:0

15.03 Atlético Junior Barranquilla - Cerro Porteño Asunción 2:0

16.03 Universitario Lima - San Lorenzo de Almagro Buenos Aires 1:1

21.03 San Lorenzo de Almagro Buenos Aires - Atlético Junior Barranquilla 2:0

21.03 Cerro Porteño Asunción - Universitario Lima 3:0

06.04 Cerro Porteño Asunción - San Lorenzo de Almagro Buenos Aires 3:1

06.04 Universitario Lima - Atlético Junior Barranquilla 0:1
| Club                                | G | V | N | P | Pti | GF | GS |
| ----------------------------------- | - | - | - | - | --- | -- | -- |
| Atlético Junior Barranquilla        | 6 | 4 | 0 | 2 | 12  | 7  | 4  |
| Cerro Porteño Asunción              | 6 | 3 | 1 | 2 | 10  | 9  | 6  |
| San Lorenzo de Almagro Buenos Aires | 6 | 2 | 2 | 2 | 8   | 10 | 9  |
| Universitario Lima                  | 6 | 1 | 1 | 4 | 4   | 2  | 9  |

### Gruppo 6
22.02 Rosario Central - Sporting Cristal Lima 3:1

22.02 Atlético Colegiales Asunción -  America Cali 2:5

07.03  America Cali - Rosario Central 5:3

07.03 Sporting Cristal Lima - Atlético Colegiales Asunción 3:0

14.03 Rosario Central - Atlético Colegiales Asunción 4:2

14.03  America Cali - Sporting Cristal Lima 3:1

22.03  America Cali - Atlético Colegiales Asunción 2:1

23.03 Sporting Cristal Lima - Rosario Central 3:3

04.04 Rosario Central -  America Cali 3:3

04.04 Atlético Colegiales Asunción - Sporting Cristal Lima 2:1

19.04 Atlético Colegiales Asunción - Rosario Central 3:3

19.04 Sporting Cristal Lima -  America Cali 0:2
| Club                         | G | V | N | P | Pti | GF | GS |
| ---------------------------- | - | - | - | - | --- | -- | -- |
| America Cali                 | 6 | 5 | 1 | 0 | 16  | 20 | 10 |
| Rosario Central              | 6 | 2 | 3 | 1 | 9   | 19 | 17 |
| Sporting Cristal Lima        | 6 | 1 | 1 | 4 | 4   | 9  | 13 |
| Atlético Colegiales Asunción | 6 | 1 | 1 | 4 | 4   | 10 | 18 |

### Gruppo 7
15.02 Palmeiras San Paolo - The Strongest La Paz 4:0

16.02 Juventude Caxias do Sul - Nacional Quito 1:0

08.03 The Strongest La Paz - Juventude Caxias do Sul 5:1

16.03 Nacional Quito - Palmeiras San Paolo 3:1

21.03 Nacional Quito - The Strongest La Paz 0:0

21.03 Palmeiras San Paolo - Juventude Caxias do Sul 3:0

06.04 The Strongest La Paz - Palmeiras San Paolo 4:2

06.04 Nacional Quito - Juventude Caxias do Sul 2:0

12.04 Juventude Caxias do Sul - The Strongest La Paz 4:0

13.04 Palmeiras San Paolo - Nacional Quito 4:1

20.04 Juventude Caxias do Sul - Palmeiras San Paolo 2:2

20.04 The Strongest La Paz - Nacional Quito 1:4
| Club                    | G | V | N | P | Pti | GF | GS |
| ----------------------- | - | - | - | - | --- | -- | -- |
| Palmeiras San Paolo     | 6 | 3 | 1 | 2 | 10  | 16 | 10 |
| Nacional Quito          | 6 | 3 | 1 | 2 | 10  | 10 | 7  |
| Juventude Caxias do Sul | 6 | 2 | 1 | 3 | 7   | 8  | 12 |
| The Strongest La Paz    | 6 | 2 | 1 | 3 | 7   | 10 | 15 |

### Gruppo 8
17.02 Atlético Mineiro Belo Horizonte - Bolívar La Paz 1:0

24.02 Bella Vista Montevideo - Cobreloa Calama 1:1

01.03 Bolívar La Paz - Bella Vista Montevideo 1:0

09.03 Cobreloa Calama - Atlético Mineiro Belo Horizonte 1:0

14.03 Cobreloa Calama - Bolívar La Paz 3:3

14.03 Atlético Mineiro Belo Horizonte - Bella Vista Montevideo 2:1

22.03 Cobreloa Calama - Bella Vista Montevideo 1:1

22.03 Bolívar La Paz - Atlético Mineiro Belo Horizonte 4:0

04.04 Bella Vista Montevideo - Bolívar La Paz 4:0

05.04 Atlético Mineiro Belo Horizonte - Cobreloa Calama 6:0

18.04 Bella Vista Montevideo - Atlético Mineiro Belo Horizonte 1:0

18.04 Bolívar La Paz - Cobreloa Calama 4:1
| Club                            | G | V | N | P | Pti | GF | GS |
| ------------------------------- | - | - | - | - | --- | -- | -- |
| Bolívar La Paz                  | 6 | 3 | 1 | 2 | 10  | 12 | 9  |
| Atlético Mineiro Belo Horizonte | 6 | 3 | 0 | 3 | 9   | 9  | 7  |
| Bella Vista Montevideo          | 6 | 2 | 2 | 2 | 8   | 8  | 5  |
| Cobreloa Calama                 | 6 | 1 | 3 | 2 | 6   | 7  | 15 |

## Ottavi di finale
Andata: 2 maggio-4 maggio. Ritorno: 9 maggio-11 maggio.
| Squadra 1        | Totale        | Squadra 2           | Andata | Ritorno |
| ---------------- | ------------- | ------------------- | ------ | ------- |
| Atlético Mineiro | 2-2 (5-3 dcr) | Atlético Paranaense | 1-0    | 1-2     |
| El Nacional      | 3-5           | Boca Juniors        | 0-0    | 3-5     |
| Rosario Central  | 5-5 (3-4 dcr) | Corinthians         | 3-2    | 2-3     |
| River Plate      | 5-0           | Cerro Porteño       | 4-0    | 1-0     |
| Atlas            | 5-1           | Junior              | 2-0    | 3-1     |
| CF América       | 5-3           | América de Cali     | 2-1    | 3-2     |
| Peñarol          | 3-3 (2-3 dcr) | Palmeiras           | 2-0    | 1-3     |
| Nacional         | 3-3 (3-5 dcr) | Bolívar             | 3-0    | 0-3     |

## Quarti di finale
Andata: 17 maggio e 18 maggio. Ritorno: 23 maggio-25 maggio.
| Squadra 1        | Totale | Squadra 2    | Andata | Ritorno |
| ---------------- | ------ | ------------ | ------ | ------- |
| Atlético Mineiro | 2-3    | Corinthians  | 1-1    | 1-2     |
| River Plate      | 2-4    | Boca Juniors | 2-1    | 0-3     |
| Atlas            | 2-5    | Palmeiras    | 0-2    | 2-3     |
| CF América       | 4-1    | Bolívar      | 2-0    | 2-1     |

## Semifinali
Andata: 30 maggio e 31 maggio. Ritorno: 6 giugno e 7 giugno.
| Squadra 1    | Totale        | Squadra 2  | Andata | Ritorno |
| ------------ | ------------- | ---------- | ------ | ------- |
| Boca Juniors | 5-4           | CF América | 4-1    | 1-3     |
| Corinthians  | 6-6 (4-5 dcr) | Palmeiras  | 4-3    | 2-3     |

## Finale
Andata: 14 giugno. Ritorno: 21 giugno.
| Squadra 1    | Totale        | Squadra 2 | Andata | Ritorno |
| ------------ | ------------- | --------- | ------ | ------- |
| Boca Juniors | 2-2 (4-2 dcr) | Palmeiras | 2-2    | 0-0     |